# Бейсекова, Шабал
Шабал Бейсе́кова (1 ноября 1919, Омская губерния — 25 мая 1997, Алма-Ата) — советская казахская оперная певица (сопрано). Народная артистка Казахской ССР (1959). Лауреат Сталинской премии второй степени (1949).

## Биография
Родилась 1 ноября 1919 года в Омской губернии на территории нынешнего Жанааркинского района Карагандинской области Казахстана. Происходит из подрода мойын-алтыбай рода куандык племени аргын.
Обучалась пению в Алма-Атинском музыкальном училище и в МГК имени П. И. Чайковского (1939—1941). Была солисткой КазГАТОБ имени Абая. Выступала также как концертная певица.

## Семья
- Отец — Бейсек
- Муж — Кенжетаев, Каукен Кенжетаевич[2][3]. Знакомство произошло в 1936 году[источник не указан 638 дней].
- Старшая дочь — Гайни Кенжетаева
- Младшая дочь — Баян Кенжетаева

## Оперные партии
- «Евгений Онегин» П. И. Чайковского — Татьяна
- «Ромео и Джульетта» Ш. Гуно — Джульетта
- «Даиси» З. П. Палиашвили — Маро
- «Кармен» Ж. Бизе — Микаэла
- «Биржан и Сара» М. Т. Тулебаева — Сара
- «Кыз Жибек» Е. Г. Брусиловского — Кыз Жибек
- «Айсулу» С. Мухамеджанова — Айсулу

## Награды и премии
- Орден Трудового Красного Знамени (3 января 1959) — за выдающиеся заслуги в развитии казахского искусства и литературы и в связи с декадой казахского искусства и литературы в гор. Москве.
- Народная артистка Казахской ССР (1959)
- Сталинская премия второй степени (1949) — за исполнение заглавной партии в оперном спектакле «Биржан и Сара» М. Т. Тулебаева[4]

## Память

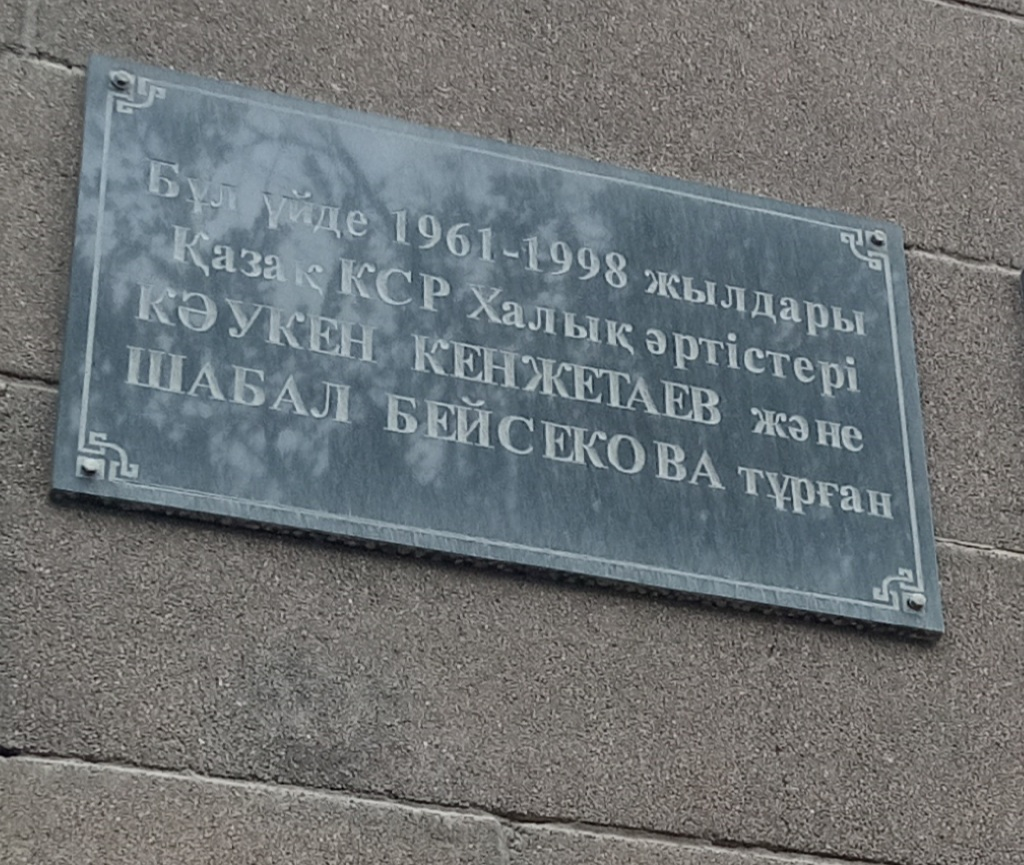
Мемориальная доска к дому где жили в 1961-1998 годах супружеские пары Каукен Кенжетай и Шабал Бейсек

В городе Астана именем Шабал Бейсековой названа улица.